# Promotor (Katalyse)
Ein Promotor ist ein Stoff, der die Aktivität eines Katalysators bewahrt oder erhöht. Die Abgrenzung zu anderen Begriffen der Katalyse wie  Aktivator, Co-Katalysator oder Trägermaterial ist oft nicht scharf. 

## Arten von Promotoren
Die Wirkungsweise von Promotoren ist vielfältig. Promotoren können etwa der Erhöhung der Dispersion der Aktivkomponente eines heterogenen Katalysators auf einem Träger dienen. Promotoren mit Einfluss auf die Struktur der Aktivkomponente nennt man Strukturpromotoren; je nach Massenanteil des Promotors wird dies als Trägermaterial, Mischkatalysator oder Dotierung bezeichnet. 
Promotoren können das Trägermaterial gegen Sinterung stabilisieren oder erhöhen die Festigkeit der Bindung zwischen der Aktivkomponente und dem Träger. Manche Promotoren erhöhen die Neigung der Aktivkomponente zur Legierungsbildung. Elektronische Promotoren verändern die Elektronendichte am Reaktionsort. 

## Beispiele
Der bei der Ammoniaksynthese eingesetzte heterogene Eisenkatalysator wird durch oxidische Promotoren verstärkt, die dem Magnetit zuvor zugesetzt wurden. Im Falle der Ammoniaksynthese zählen dazu beispielsweise Aluminiumoxid, Kaliumoxid, Calciumoxid und Magnesiumoxid.
Alkalimetalle, besonders Kalium, sind bekannte essentielle Promotoren für in der Fischer-Tropsch-Synthese verwendeten Eisenkatalysaren. Die Wirkung von Platinmetallpromotoren bei Cobalt-basierten Fischer-Tropsch-Katalysatoren beruht unter anderem auf der Verringerung der Reduktionstemperatur von Cobaltoxid-Spezies.